# Serixia varians
Serixia varians là một loài bọ cánh cứng trong họ Cerambycidae.